# Мондин-ди-Башту
Монди́н-ди-Ба́шту (порт. Mondim de Basto; [mõ'dĩ dɨ 'baʃtu ]) — посёлок городского типа в Португалии, центр одноимённого муниципалитета в составе округа Вила-Реал. По старому административному делению входил в провинцию Траз-уж-Монтиш и Алту-Дору. Входит в экономико-статистический субрегион Тамега, который входит в Северный регион. Численность населения — 3,5 тыс. жителей (посёлок), 8,6 тыс. жителей (муниципалитет) на 2001 год. Занимает площадь 172 км².
Покровителем посёлка считается Святой Христофор (порт. São Cristóvão).
Праздник посёлка — 25 июля.

## Расположение
Посёлок расположен в 21 км на северо-запад от адм. центра округа города Вила-Реал.
Муниципалитет граничит:
- на северо-востоке — муниципалитет Рибейра-де-Пена
- на юго-востоке — муниципалитет Вила-Реал
- на юго-западе — муниципалитет Амаранте
- на западе — муниципалитет Селорику-де-Башту
- на северо-западе — муниципалитет Кабесейраш-де-Башту

## Население
| Численность населения муниципалитета по годам | Численность населения муниципалитета по годам | Численность населения муниципалитета по годам | Численность населения муниципалитета по годам | Численность населения муниципалитета по годам | Численность населения муниципалитета по годам | Численность населения муниципалитета по годам | Численность населения муниципалитета по годам | Численность населения муниципалитета по годам |
| --------------------------------------------- | --------------------------------------------- | --------------------------------------------- | --------------------------------------------- | --------------------------------------------- | --------------------------------------------- | --------------------------------------------- | --------------------------------------------- | --------------------------------------------- |
| 1801                                          | 1849                                          | 1900                                          | 1930                                          | 1960                                          | 1981                                          | 1991                                          | 2001                                          | 2004                                          |
| 2725                                          | 4068                                          | 7641                                          | 8398                                          | 10 328                                        | 9904                                          | 9518                                          | 8573                                          | 8470                                          |

## Состав муниципалитета
В муниципалитет входят следующие районы:
1. Атей
2. Бильо
3. Кампаньо
4. Эрмелу
5. Мондин-де-Башту
6. Параданса
7. Пардельяш
8. Вилар-де-Феррейруш